# 권선욱
권선욱(權善旭, 1983년 6월 7일 ~ )은 대한민국에서 출생한 작곡가이자 작사가, 기타리스트, 보컬리스트이다. 그는 모던 록밴드 F.O.R에서 활동하였고, 현재 록밴드 아침 (밴드)에서 활동하고 있다. 독특한 창법과 작곡, 뛰어난 작사 능력을 가진 것으로 평가되고 있다.